# Противопожарна служба
Противопожарната служба е обществена или частна организация, която осигурява гасене на пожари на дадена територия.
В противопожарните служби работят професионални или доброволни пожарникари. Освен аварийното гасене на пожари, службите обикновено извършват и дейност по тяхната превенция.
Повечето обществени противопожарни служби имат и контролни функции, осигурявайки наличието на адекватни противопожарни мерки в сградите в съответния район.
Противопожарната служба в България се ръководи от Главната дирекция „Пожарна безопасност и защита на населението“ към Министерството на вътрешните работи, като разполага с множество местни подразделения.